# Arcida
Arcida – rząd małży (Bivalvia) nitkoskrzelnych (Pteriomorphia). Obejmuje kosmopolityczne, niewielkie gatunki o muszlach trapezowych, owalnych lub kolistych bez warstwy perłowej, zaopatrzonych w zamek z uzębieniem taksodontowym – stąd dawna polska nazwa zwyczajowa rzędu: taksodontowe (Taxodonta). Rozmiary muszli Arcida mieszczą się zazwyczaj w przedziale 1–10 cm (u przedstawicieli Arcidae sięgają do 12,5 cm). Mają mocno żeberkowaną powierzchnię, często pokrytą łuskami lub szczecinami. Dwa mięśnie zwieracze jednakowej wielkości lub przedni mniejszy od tylnego. Wolne brzegi płaszcza niektórych gatunków (a czasami również skrzela) są zaopatrzone w oczy – kubkowe lub złożone z wielu oczek. Ich liczba może sięgać 100.
Arcida żyją w morzach całego świata, zwykle przytwierdzone do podłoża za pomocą bisiora.

## Podział systematyczny
Rodziny współcześnie żyjących gatunków grupowane są w dwóch nadrodzinach: 
- Arcoidea Lamarck, 1809
  - Arcidae Lamarck, 1809 – arkowate
  - Catamarcaiidae Cope, 2000 †
  - Cucullaeidae R.B. Stewart, 1930
  - Frejidae Ratter & Cope, 1998 †
  - Glycymerididae Dall, 1908 (1847)
  - Noetiidae R.B. Stewart, 1930
  - Parallelodontidae Dall, 1898
- Limopsoidea Dall, 1895
  - Limopsidae Dall, 1895
  - Philobryidae F. Bernard, 1897

Trzecia nadrodzina wyróżniana w obrębie Arcida obejmuje tylko gatunki kopalne:
- Glyptarcoidea Cope, 1996 †
  - Glyptarcidae Cope, 1996 †
  - Pucamyidae T.M. Sánchez & Benedetto, 2007 †